# Potrero (metropolitana di Città del Messico)
Potrero è una stazione situata sulla linea 3 della metropolitana di Città del Messico.
La stazione deve il suo nome ai pascoli usati per l'allevamento dei cavalli (in spagnolo potrero) che sorgevano nella zona agli inizi del XX secolo. È stata inaugurata il 1º dicembre 1979.